# Suzanne La Follette
Suzanne Clara La Follette, née le 24 juin 1893 et décédée le 23 avril 1983, journaliste américaine conservatrice, est l'auteur de Concerning Women, publié en 1926, ouvrage qui défend l'idée d'un féminisme libertarien.
Dans les années 1930, Suzanne La Follette fut secrétaire de la commission Dewey (en), un organe pour la défense de Léon Trotsky. Nombre de membres de cette commission, parmi lesquels John Dewey, fondateur de la commission, Carlo Tresca et Suzanne La Folette, n'étaient pas des trotskystes, mais des anti-staliniens, de sensibilité politique parfois socialiste, progressiste ou libérale.

## Œuvres
- (en) Concerning women, New York, Arno Press, 1972, 306 p.  (ISBN 0-405-04464-X)
- (en) Art in America, New York, Harper & Row, 1968, 361 p.